# Zickenbach (Pinka)
Der Zickenbach oder auch die Zicken (ung. Szék patak, kroat. Cikljin) ist ein linker Zufluss der Pinka im Südburgenland. Der Bach erreicht mit dem Willersbach eine Länge von rund 30 km. Der Fluss trägt die Bezeichnung Zicken ab dem Zusammenfluss von Serau- und Willersbach. Letzterer entspringt auf dem Gemeindegebiet von Hochneukirchen-Gschaidt (Niederösterreich) und durchfließt die Willersdorfer Schlucht. Der Zickenbach erreicht die Pinka bei Kotezicken auf dem Gemeindegebiet von Mischendorf.

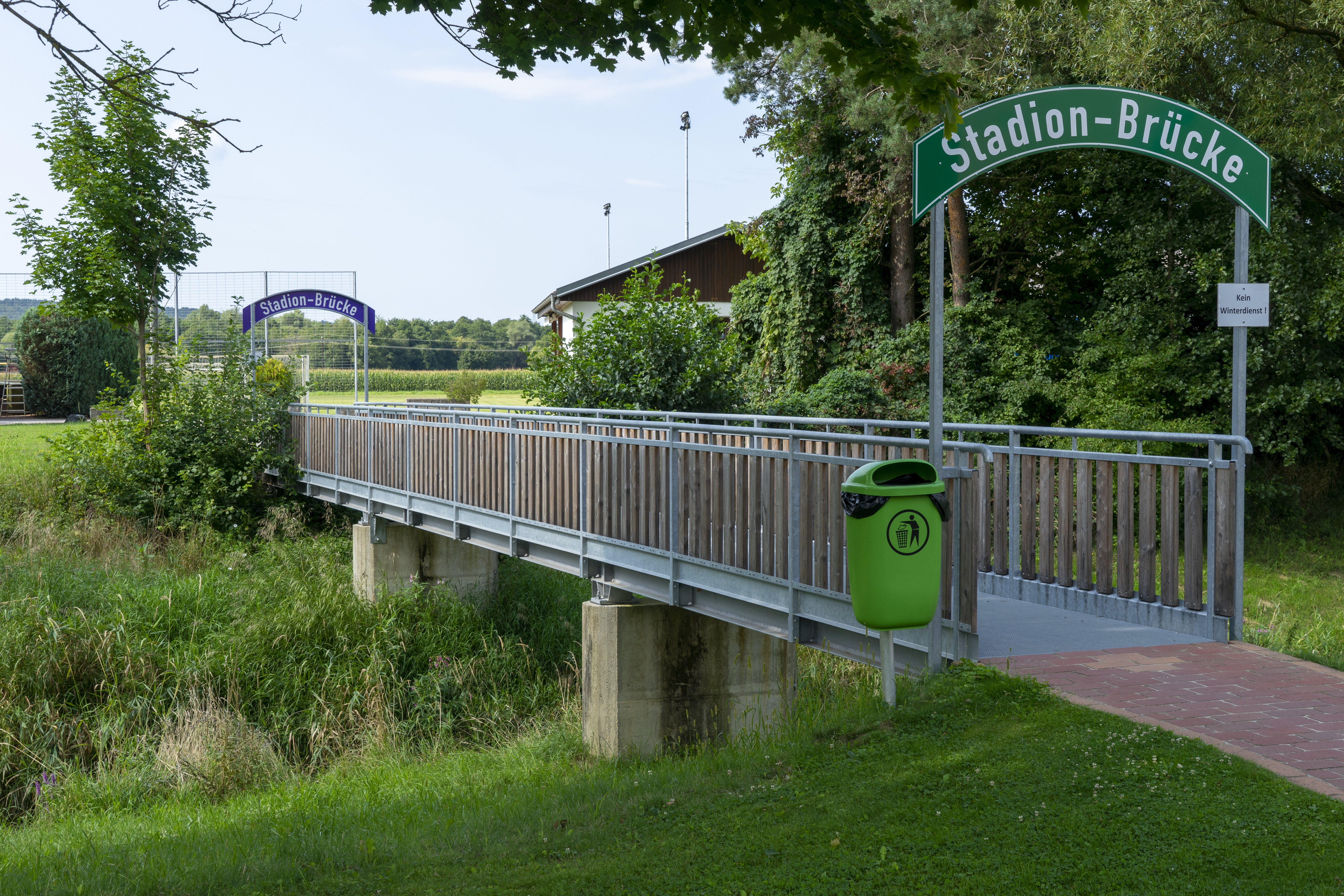
Stadion-Brücke über den Zickenbach in Siget in der Wart

Die Zicken durchfließt die sogenannte „Wart“ (ung. Felsőőrség = „obere Wart“), eine ungarische Sprachinsel im Burgenland. Am Zickenbach liegt Siget in der Wart (ung. Őrisziget), ein vorwiegend von Burgenlandungarn bewohnter Ort. Auch die Flussbezeichnung ist ungarischer Herkunft.